# Ursula Andress
Ursula Andress, née le 19 mars 1936 à Ostermundigen, dans le canton de Berne, est une actrice suisse.
Révélée comme première James Bond girl avec le film britannique James Bond 007 contre Dr No, elle est une actrice internationalement reconnue, ayant joué dans les films français Les Tribulations d'un Chinois en Chine ou Liberté, Égalité, Choucroute, le film soviétique Les Cloches rouges, des films américains comme Quatre du Texas ou Le Choc des Titans et surtout dans de nombreux films italiens comme La Dixième Victime, Soleil rouge, Ursula l'anti-gang ou Enquête à l'italienne.

## Biographie

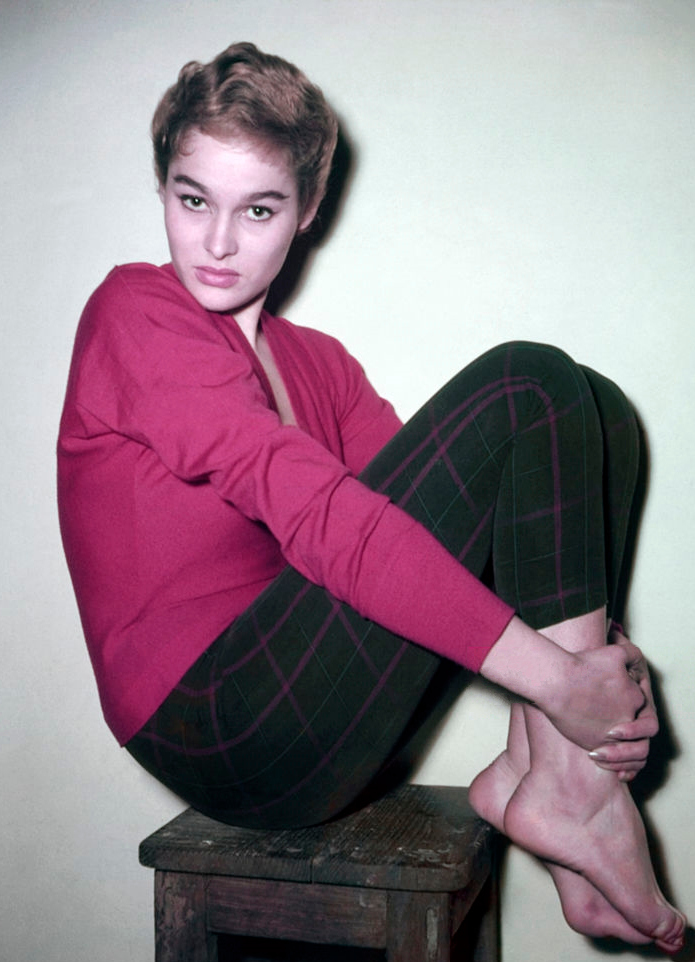
Andress dans les années 1950.

### Premières années (1936-1953)
Ursula Andress est née le 19 mars 1936 en Suisse alémanique à Ostermundigen, près de Berne. Elle est la troisième des six enfants de Rolf Andress, un Allemand employé à l'ambassade d'Allemagne à Berne, et d'Anna, une paysagiste et une Suissesse d'origine franco-italienne. Son père a été expulsé de Suisse pour des raisons politiques et son grand-père, paysagiste, est devenu son tuteur. Selon Ursula, son grand-père était un homme très strict, elle devait faire beaucoup de travail à la maison et dans les serres du jardin familial, mais cela lui a inculqué la discipline. Elle a un frère, Heinz, et quatre sœurs, Erika, Charlotte, Gisela et Kàtey.
Elle va à l'école à Berne jusqu'à l'âge de seize ans et parle plusieurs langues, dont le français, l'allemand et l'italien. Ursula étudie l'art à Paris pendant un an, puis se rend à Rome, où elle commence à travailler comme nounou,.

### Premiers rôles à Rome (1954-1955)

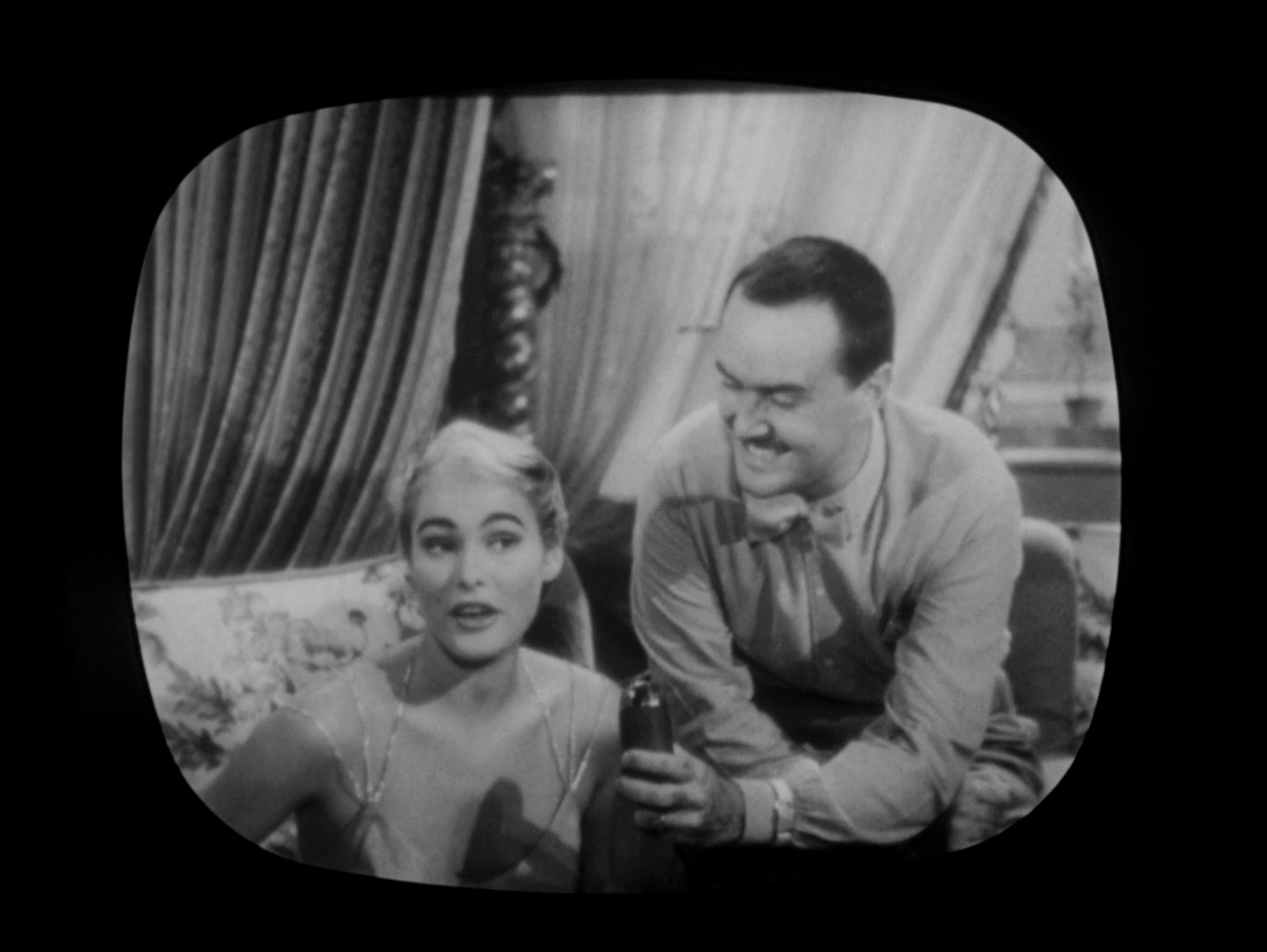
Ursula Andress et Galeazzo Benti dans Un Américain à Rome (1954).

Andress se détend à une fête quand elle rencontre un producteur qui lui suggère d'auditionner pour un rôle dans un film italien. L'audition est réussie et elle obtient des petits rôles dans Un Américain à Rome (1954) de Steno avec Alberto Sordi, Les Aventures et les Amours de Casanova (1955) de Steno avec Gabriele Ferzetti et Plus près du ciel (1955) de Mario Costa avec Renato Baldini. Brigitte Bardot a raconté dans le premier tome de ses mémoires cette période où elles faisaient des cachets ensemble à Cinecittà et la vedette française souligne qu'Andress était beaucoup plus belle qu'elle. Elles ont d'ailleurs toutes deux travaillé avec Steno et Murray Head garde un souvenir ébloui des deux femmes très amies, vivant comme des nonnes dans la ville du plaisir. C'est là qu'elle est remarquée par un réalisateur américain qui convainc Ursula de tenter sa chance à Hollywood.

### Arrivée à Hollywood et disparition des écrans (1955-1959)
Andress arrive à Hollywood à la fin de l'année 1955. Au printemps de la même année, elle signe un contrat de sept ans avec Paramount Pictures pour un salaire de 287 dollars par semaine. La société envoie immédiatement Andress suivre des cours d'anglais, de diction, d'étiquette locale, de comédie et de théâtre. Mais le succès n'est pas au rendez-vous et elle n'est engagée pour aucun rôle ; au bout d'un an, la société estime qu'il ne faut pas compter sur Andress. « Je passais le plus clair de mon temps à regarder de vieux films avec Marlene Dietrich », se souviendra plus tard Andress. Andress a acquis une certaine notoriété en sortant avec James Dean peu avant sa mort. Plus tard, elle reprend sa liberté en rachètant son propre contrat au studio,. En 1956, elle signe un contrat avec Columbia Pictures. Elle n'apparaît finalement dans aucun des films du studio. Elle reste à Hollywood car elle épouse John Derek en 1957. En 1959, il est annoncé qu'elle et Derek joueront dans un film intitulé High Variety, mais le film ne sortira jamais.

### James Bond 007 contre Dr No(1960-1962)

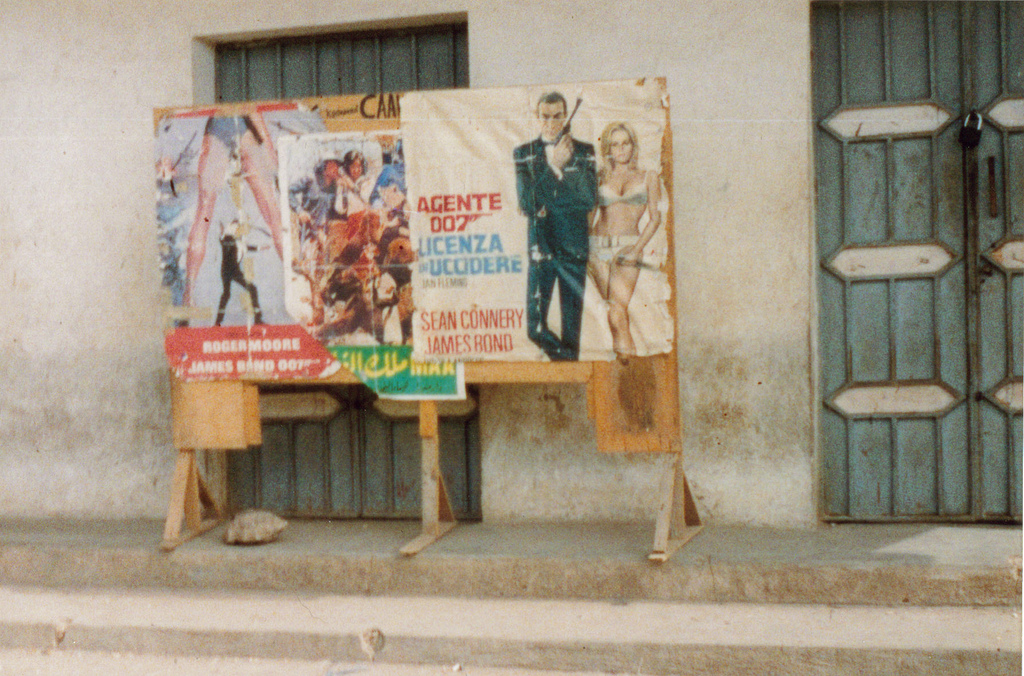
L'affiche avec Sean Connery et Ursula Andress en bikini a fait le tour du monde (ici en Somalie en 2011).

Andress revient à l'écran en 1962, dans un épisode de la série télévisée d'anthologie Thriller, intitulé La strega, où elle joue face à Boris Karloff sous la direction d'Ida Lupino. Le scénario du premier film de la saga James Bond atterrit entre les mains d'Andress, grâce à la médiation de Kirk Douglas. Le producteur du film, Albert Broccoli, enchanté par une photo sur laquelle elle est photographiée par son mari John Derek, confie sans hésiter le rôle à Ursula. Elle devient rapidement célèbre pour son rôle de Honey Ryder, la pècheuse sous-marine de coquillages qui devient la compagne de James Bond dans Dr No (1962). Dans une scène devenue emblématique dans l'histoire du cinéma et de la mode,, elle sort de la mer des Caraïbes et s'avance sur la plage jamaïcaine fictive de Crab Key (en fait Laughing Waters Beach à Ocho Rios) en bikini blanc, un grand couteau de plongée à la hanche. Cette scène a fait d'Andress la « quintessence » de la Bond girl,. Andress a déclaré plus tard qu'elle devait sa carrière à ce bikini blanc : « Ce bikini m'a permis de réussir. En jouant dans Dr No en tant que première Bond girl, j'ai obtenu la liberté de choisir mes futurs rôles et l'indépendance financière »,. Le bikini qu'elle portait dans le film Dr No était le premier bikini qu'elle portait. Son fameux bikini a été vendu 41 125 livres aux enchères chez Christie's en 2001,. En 2003, un sondage de la chaîne britannique Channel 4 a placé son apparition dans le film Dr No en tête de la liste des « 100 moments les plus sexy ». Pour son apparition dans le film, Andress a remporté le Golden Globe de la révélation féminine de l'année en 1964. Andress est une des seules James Bond Girls dont le nom est mentionné dans l'un des romans de Fleming.

### Tournages avec Elvis, Sinatra et Romy Schneider (1963-1964)

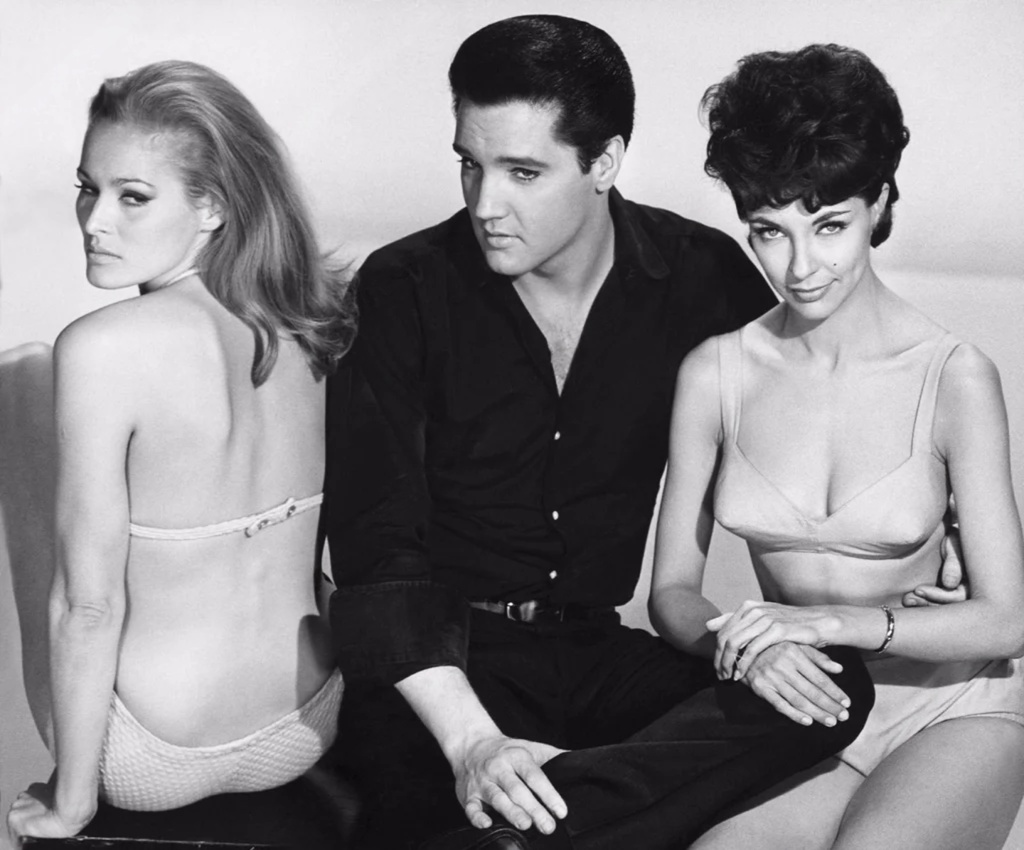
Ursula Andress, Elvis Presley et Elsa Cárdenas dans L'Idole d'Acapulco (1963).

Andress a ensuite joué le rôle principal féminin dans le film musical de Richard Thorpe mettant en vedette Elvis Presley L'Idole d'Acapulco (1963), un remake du Tabou (1931) de Friedrich Wilhelm Murnau. Le rôle de Presley y est assez stéréotypé, « très sage, gentil garçon, très loin du côté rebelle de ses débuts, [susurrant] des chansonnettes tendance guimauve [en hésitant] entre la blonde et la brune ». Selon Télérama, « Le film oscille entre le reportage touristique, l'intrigue amoureuse (le Bikini d'Ursula Andress) et le drame psychanalytique ». La même année, Andress joue dans le western Quatre du Texas de Robert Aldrich aux côtés d'Anita Ekberg, Frank Sinatra et Dean Martin. Les deux films trouvent leur public. Moins connu est le film dans lequel Andress partage l'affiche avec John Derek, intitulé Tendre Garce (1965). « Derek avait promis d'autoriser sa femme Ursula à jouer nue dans une scène avec Aldo Ray », a écrit plus tard Mark Lawrence, le réalisateur du film, « mais la veille du tournage, il a changé d'avis ». « Il publia plus tard une Ursula nue pour Playboy et fut payé 15 000 dollars pour son art ». En 1965, ses photos nues tirées de Tendre Garce sont publiées dans Playboy ; c'est la première des sept fois qu'elle apparaît dans le magazine au cours des quinze années suivantes,. Lorsqu'on lui a demandé pourquoi elle avait accepté de poser dans Playboy, Andress a répondu froidement : « Parce que je suis belle »,. Andress a été surnommée « le plus beau morceau d'architecture naturelle suisse après les Alpes ».
Andress a été choisie pour figurer au générique de La Déesse de feu (1965), dans le rôle-titre de la reine immortelle, dans un film produit par Hammer Films et Seven Arts Productions. Le tournage a eu lieu en Angleterre et en Israël. Andress a accepté de jouer dans ce film dans le cadre d'un contrat de deux films avec Seven Arts ; le film a été un succès financier en salle. Andress n'a pas joué dans la suite La Déesse des sables (1968), car son contrat a expiré avant le début du tournage. « J'ai été forcée de faire La Déesse de feu. C'était un film de la Hammer très bon marché, et la seule chose que j'aimais, c'était les costumes », se souvient Andress. « J'ai juste eu la chance d'avoir bonne allure dedans, tout cela grâce au fait que j'étais magnifiquement filmée ». Andress joue ensuite un second rôle dans la comédie Quoi de neuf, Pussycat ? (1965) réalisé par Clive Donner d'après une idée de Warren Beatty (qui quitte le projet en cours de tournage) et un scénario de Woody Allen. Le film tourné à Paris, avec Peter O'Toole, Peter Sellers, Romy Schneider, Capucine et une apparition de Françoise Hardy, connaît un grand succès.

### En couple avec Belmondo (1965-1972)

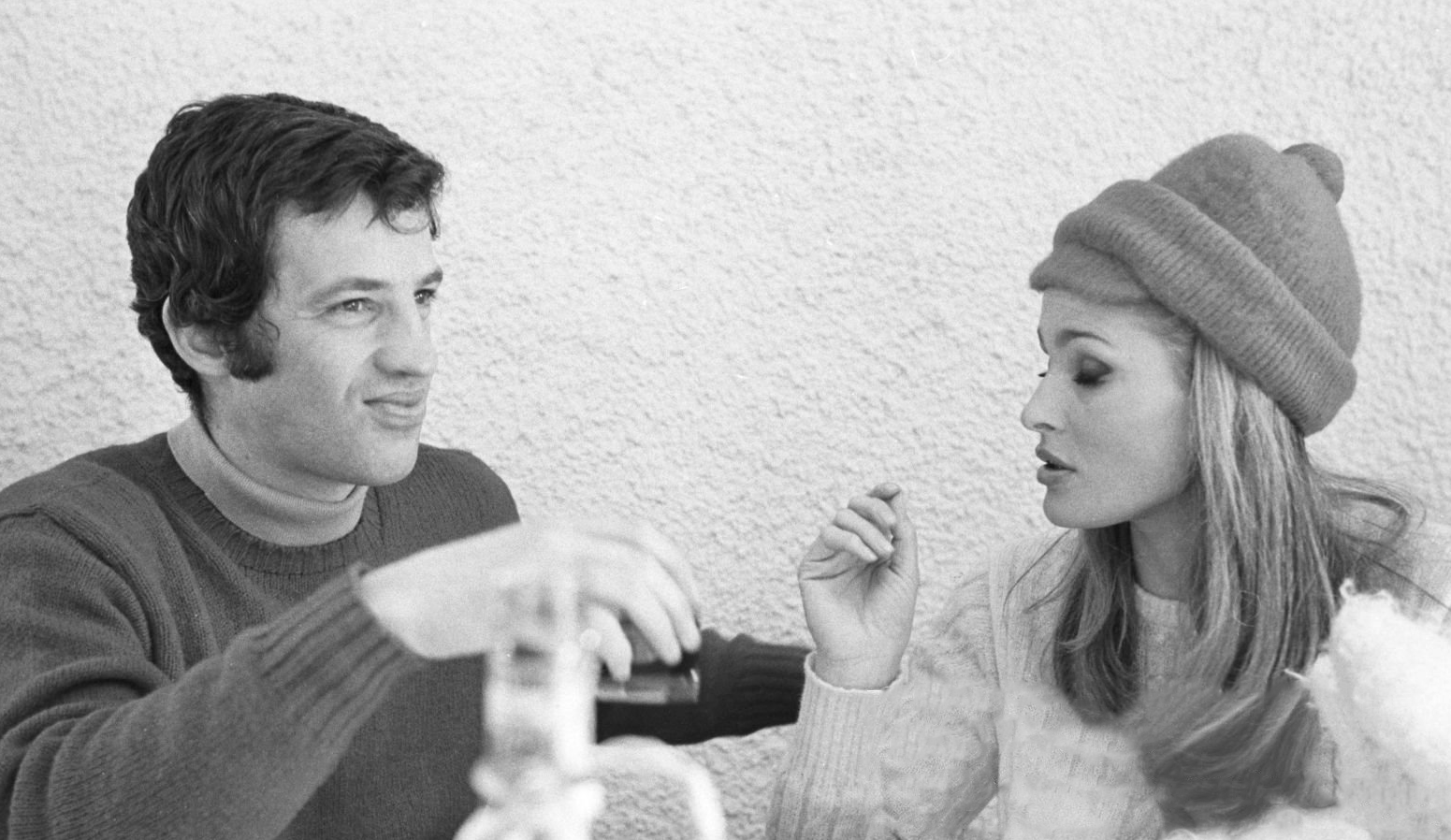
Jean-Paul Belmondo et Ursula Andress en 1967 en Italie.

Elle se rend ensuite en France pour jouer la maîtresse de Jean-Paul Belmondo dans Les Tribulations d'un Chinois en Chine (1965) de Philippe de Broca, une adaptation très libre du roman éponyme de Jules Verne. À l'instar de l'exotisme des James Bond, de Broca tourne avec 600 millions de francs dans des décors naturels au Népal à Katmandou, à Hong Kong, puis en Malaisie sur l'archipel de Langkawi, dans la mer d'Andaman. Le film est un succès populaire en France, avec 2 701 748 entrées, même s'il est bien en deçà des 4,8 millions d'entrées du film précedént de de Broca, L'Homme de Rio, avec Belmondo et Françoise Dorléac. À propos de ces Tribulations, de Broca déclare « J’ai exagéré. J’ai pris la plus belle fille du monde, l’acteur le plus charmeur et le plus dynamique dans une histoire pleine de gags, de cascades et d’aventures extravagantes. Bref, il y avait tout, et surtout trop. ». C'est lors de ce tournage, lors d'un dîner, qu'Andress tombe amoureuse de Belmondo. Jean Rochefort, parmi les convives, raconte « On était à peine aux hors-d’œuvre que je me suis senti de trop ». Selon Andress, « C’est en me faisant rire que Jean-Paul m’a séduite. Avec lui, j’ai connu la folie, la passion ». Sa relation avec Belmondo s'officialise, ce qui aboutit à un divorce entre elle et Derek (bien qu'ils fussent déjà séparés depuis un an à ce moment-là). Andress déménage à Paris pour vivre avec Belmondo, et la France devient sa maison pour les sept années suivantes.
En Italie, elle joue aux côtés de Marcello Mastroianni dans le film de science-fiction La Dixième Victime (1965) d'Elio Petri, tiré d'une nouvelle de Robert Sheckley La Septième Victime (1953). Dans ce film dystopique pop, les gouvernements organisent régulièrement, pour canaliser l'agressivité des citoyens, des grandes chasses, où un chasseur et une victime doivent s'entretuer. Pour le critique Olivier Père, « Le propos de Petri est moins de condamner la société du spectacle et la médiatisation de la violence dans un monde futuriste capitaliste opulent et cynique que de proposer une satire de la guerre des sexes et des préjugés archaïques sur les rapports hommes femmes, et leurs inversions, avec le personnage d’amazone sculpturale interprétée par Ursula Andress et celui du mâle latin à la fois séducteur et défaillant qui va comme un gant à Mastroianni, dans la continuité de ses rôles chez Fellini, Antonioni, Germi ou De Sica ». Le film enregistre 2,6 millions d'entrées au box-office Italie 1965-1966.

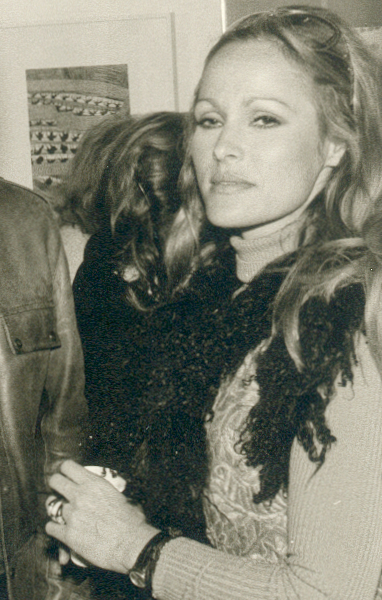
Ursula Andress en 1971.

Son film suivant est une production britannique sur la Première Guerre mondiale, Le Crépuscule des aigles (1966), où elle incarne une comtesse allemande ayant une aventure avec un pilote interprété par George Peppard. Le film est également un succès au box-office,. Andress joue ensuite dans son deuxième film pour Seven Arts : il s'agit d'un autre film avec Derek, qui joue à nouveau le rôle principal et réalise également le film. Le film de guerre Une fois avant de mourir (1966) est tourné aux Philippines et s'avère finalement être un échec commercial en salles. Plus connue à l'époque est la parodie satirique de James Bond Casino Royale (1967), où Andress incarne Vesper Lynd, une espionne dilettante qui convainc Evelyn Tremble, incarné par Peter Sellers, de mener à bien une mission. Le film a été un grand succès en salles, le cachet d'Andress s'élèvant à 200 000 livres sterling. Le réalisateur du film Val Guest a déclaré à propos de son tournage avec Andress : J« e ne pense pas avoir jamais rencontré une personne aussi appréciée par tous les membres du studio. Ils auraient tous fait n'importe quoi pour elle, et c'est vraiment quelque chose. Un jour, quelqu'un portera la vraie Ursula à l'écran dans une comédie et elle épatera tout le monde. Le problème, c'est qu'elle est tellement intense ».
En Italie, elle apparaît aux côtés d'une autre ancienne Bond girl, Claudine Auger, ainsi que Virna Lisi, Marisa Mell ou Jean-Pierre Cassel dans le film Pas folles, les mignonnes (1968) de Luigi Zampa, une comédie à l'italienne où de jeunes femmes essaient de gérer leurs frustrations sexuelles dans la ville de Rome. Elle se rend ensuite au Sénégal pour tourner L'Étoile du sud (1969) de Sidney Hayers avec George Segal. Ce film d'aventures inspiré par le roman éponyme de Jules Verne, est un succès public en Angleterre. De 1969 à 1979, Andress apparaît nue ou semi-nue dans presque tous les films dans lesquels elle joue, ce qui lui vaut d'être surnommée par la presse « Ursula Undressed » (litt. « Ursula Déshabillée »).
En 1970, Andress se rend en Angleterre pour jouer dans le film de casse L'Arnaqueuse (1970), avec Stanley Baker et David Warner. En Espagne, elle joue dans Soleil rouge (1971), un western qui marque ses retrouvailles avec Terence Young, le réalisateur de Dr No. Le film dispose d'une distribution internationale comprenant Charles Bronson, Toshirō Mifune et Alain Delon. Lors d'une interview en 1972, elle a déclaré : « Je pense que mon image, surtout aux yeux des Américains, est celle d'une femme fatale, d'une femme mangeuse d'hommes. Je n'ai pas la tête vide, je ne suis pas calculatrice et froide. Mais peut-être que mon apparence donne cette impression. Je suis disciplinée dans mes actes et indisciplinée dans mes émotions. Je ne peux pas contrôler ce que je ressens ni cacher mes sentiments ».
Le couple avec Belmondo était très populaire et faisait les gros titres de la presse. Paris Match fait sa une du 7 novembre 1970 sur Ursula Andress avec le titre « Ursula-Belmondo, déjà six ans ». Jean-Paul Belmondo l'appelait sa « tigresse suisse, très belle et très jalouse, mais qui était une vraie âme sœur, pleine d’énergie » et Ursula Andress parle de lui comme « le grand amour de sa vie ». C'est ainsi qu'Andress voyage en Roumanie à l'automne 1970 pour retrouver Belmondo sur le tournage des Mariés de l'an II, auquel participe également Marlène Jobert et Laura Antonelli. Si Belmondo s'entend passablement mal avec Jobert, il tombe sous le charme d'Antonelli, tant et si bien que qu'Andress quittera le tournage avec fracas. En octobre 1971, lors de la première du Casse, Andress et Belmondo s'afficheront encore ensemble, mais la nouvelle d'un nouveau tournage où Belmondo retrouve Antonelli (Docteur Popaul de Claude Chabrol), précipite la fin de leur relation.

### Les années italiennes (1973-1979)

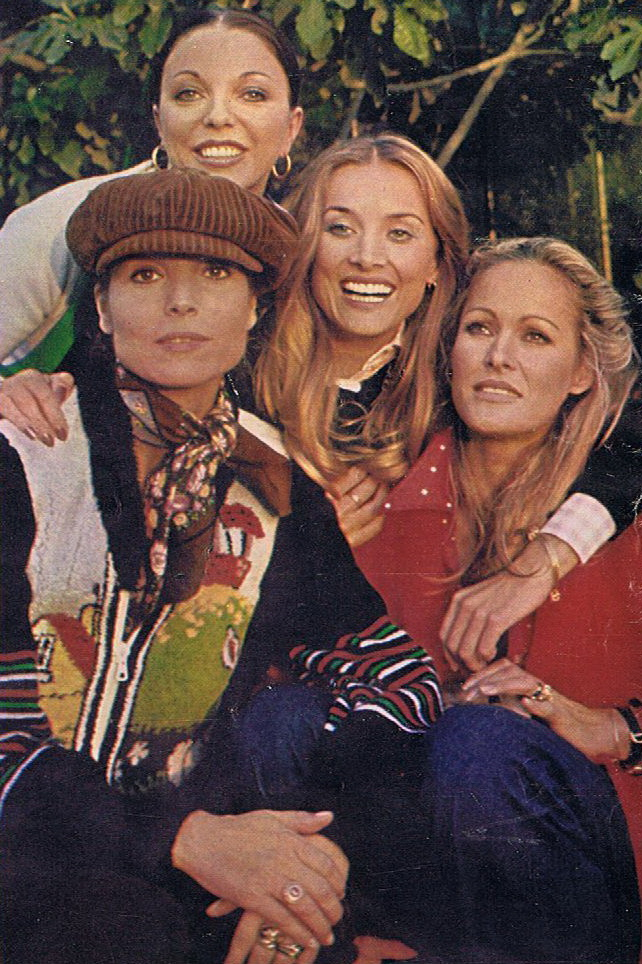
Joan Collins (en haut à gauche), Elsa Martinelli (en bas à gauche) Barbara Bouchet (au centre), Ursula Andress (à droite) en 1973 à Rome.

Andress part pour le Québec, sur les rives du lac Archambault, pour tourner le poliziottesco La Dernière Chance (1973) de Maurizio Lucidi,, aux côtés de Fabio Testi, Eli Wallach et Barbara Bach (qui deviendra James Bond girl en 1977 dans L'Espion qui m'aimait). Andress entame alors une relation avec Fabio Testi qui durera de 1973 à 1977 (à l'exception d'une année de rupture),.
En juillet 1974 débute à Rome et à Naples le tournage d'Ursula l'anti-gang, avec Woody Strode et Marc Porel. Au départ, le personnage d'Ursula Andress était écrit comme une femme bisexuelle, ce qui a été abandonné lorsque le réalisateur Fernando Di Leo a estimé que c'était « trop risqué pour le public » et que « les gens n'avaient même pas le terme "bisexuel" dans leur vocabulaire à l'époque [...] Personne n'en connaissait la signification ». Ursula l'anti-gang est une tentative de mélanger le poliziottesco et la comédie. Plutôt qu'une parodie, Di Leo développe une intrigue sérieuse impliquant une hôtesse (Andress) qui se retrouve impliquée dans une guerre des gangs. Le film enregistre un peu plus d'un million d'entrées au box-office Italie 1974-1975
À partir de 1975, elle fait une apparition dans son propre rôle dans la comédie érotique italienne Deux Cœurs et une chapelle, qui est un succès dans les salles italiennes avec 2,9 millions de spectateurs, se plaçant au 15e du palmarès 1975-76 des meilleurs entrées en Italie. Elle ose alors un premier rôle dans Défense de toucher de Nello Rossati en 1975, produit par Carlo Ponti. Filmé en grande partie à Vicence, dont de nombreuses scènes à la Villa Imperiali Lampertico, le film raconte l'histoire d'un propriétaire d'un domaine viticole de 65 ans (Mario Pisu) que son gendre voudrait voir mourir pour pouvoir hériter. Le gendre engage alors une ancienne flamme suisse de son oncle comme infirmière (Andress), afin de lui faire subir un infarctus mortel grâce à sa beauté et sa sensualité.
En avril 1975, elle s'envole pour la Rhodésie (le pays d'Afrique australe qui sera renommé Zimbabwe quatre ans plus tard) pour tourner un film d'aventures aux côtés de Giuliano Gemma et Jack Palance, Africa Express de Michele Lupo. Elle y incarne une nonne, Sœur Magdalena, mais qui s'appelle en réalité Madeleine Cooper et qui est à la recherche d'un ancien agent double qui s'est enfui en Afrique et y vit sous le faux nom de Robert Preston. Selon le critique de cinéma italien Marco Giusti, il s'agit d'un « filmetto carino » (litt. « petit film mignon »), le meilleur étant Ursula Andress déguisée en religieuse perverse. Fort du succès du premier film, les mêmes trois acteurs  rempilent pour une suite intitulée Les Sorciers de l'île aux singes (1976) et cette fois réalisée par Duccio Tessari. Elle y incarne Miriam, une jeune femme ayant perdu la mémoire, qui s'allie à un guide de safari (Gemma), pour faire capoter une livraison d'armes qu'un riche Néerlandais veut faire parvenir à un chef de tribu local en échange de droits d'extraction d'une mine d'uranium.

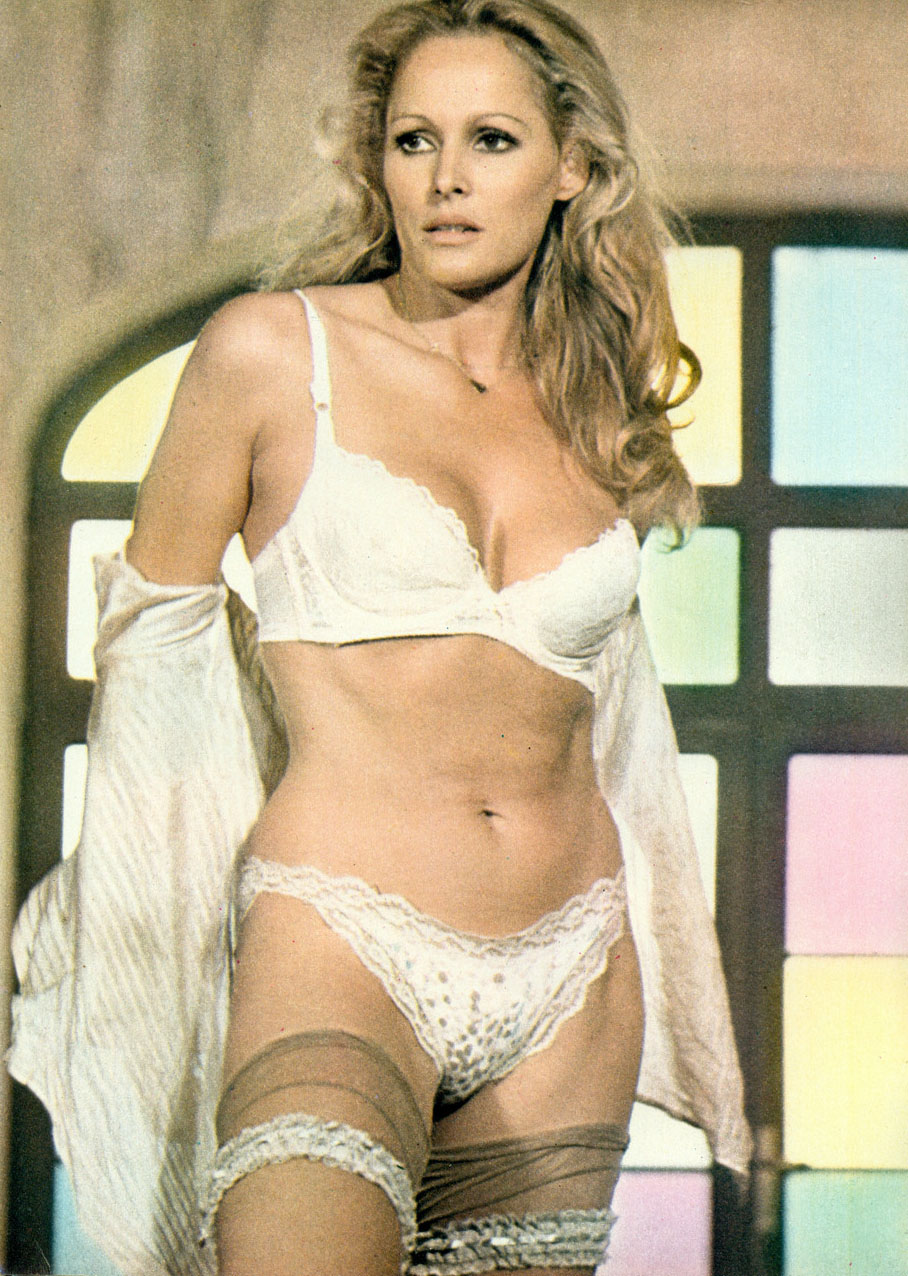
Ursula Andress dans Ursula l'anti-gang (1975).

En 1976, elle participe à une comédie érotique italienne à sketches au titre non équivoque, Spogliamoci così, senza pudor..., (litt. « Déshabillons-nous comme ça, sans pudeur... »), de Sergio Martino. Le film, qui fait suite à Sexycon du même réalisateur, est composé de quatre sketches comiques qui parodient les mœurs sexuelles italiennes. Elle figure dans le quatrième sketch tourné à Venise avec Johnny Dorelli. À propos de ce film comme de son prédécesseur, Loïc Blavier écrit dans Tortillapolis, « Bon enfant y compris dans ses instants les plus érotiques, il est dans le ton de ce que la libération des mœurs a provoqué pour le cinéma comique et populaire italien. C’est-à-dire avant tout la désacralisation de la nudité, des convenances et des carcans sociaux ». Ursula Andress tournera en 1979 dans un film à sketches semblable, Les Monstresses de Luigi Zampa, où elle interprète une femme qui se déshabille dans une rue passante et provoque des accidents en chaîne. Elle est en accord avec un carrossier de la région qui lui laisse un pourcentage. Les autres « monstresses » du titre sont Laura Antonelli (qui est encore la compagne de Belmondo jusqu'en juillet 1979), Sylvia Kristel (connue pour la série des Emmanuelle) et Monica Vitti.
Elle retrouve Marcello Mastroianni (qui vient de se séparer de Catherine Deneuve) sur le tournage d'Enquête à l'italienne (1977), un polar tourné à Rome par Steno d'après le roman Doppia morte al Governo Vecchio d'Ugo Moretti (it). Scénarisé par Age-Scarpelli, le film est qualifié de « terne » par le site mymovies.it. Andress s'illustre également ces années-là dans deux films historiques : la comédie de cape et d'épée  La Grande Débandade (1976) d'Enzo G. Castellari où elle interprète Joséphine de Beauharnais face à Michael Sarrazin en Scaramouche et Aldo Maccione en Napoléon ; et le film de cape et d'épée austro-allemand Le Cinquième Mousquetaire (1979) de Ken Annakin, d’après le roman Le Vicomte de Bragelonne d’Alexandre Dumas, où Andress dans le rôle de Louise de La Vallière retrouve Sylvia Kristel dans le rôle de Marie-Thérèse d'Autriche. Les deux films ont reçu des critiques plutôt médiocres,,,.
En 1978, Andress est à l'affiche aux côtés de Claudio Cassinelli et Stacy Keach de La Montagne du dieu cannibale de Sergio Martino. Tourné en Malaisie et au Sri Lanka, le film est un véritable film d'horreur sur le cannibalisme, sorti deux ans avant le grand succès du genre Cannibal Holocaust. Andress interprète Susan, une femme à la recherche de son mari, un anthropologue qui a disparu sans laisser de traces dans la jungle de Nouvelle-Guinée. Finalement, Susan sera capturée par une tribu indigène, déshabillée, attachée, couverte de boue et exhibée mais sa vie sera épargnée car elle est déifiée par la tribu, alors que les autres membres de son expédition seront transformés en plat du jour. Le film a été interdit au Royaume-Uni jusqu'en 2001 pour sa violence graphique et considéré comme « video nasty », notamment du fait des scènes de violence gratuite contre des animaux, où un varan est vidé de ses entrailles et un singe se fait dévorer vivant par un python. En France, le film sort en version non censurée le 12 juillet 1978.

### Films épiques et feuilletons télévisés (depuis 1980)

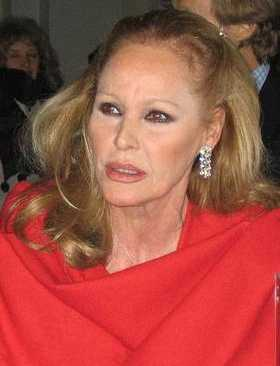
Ursula Andress en 2004.

En 1981, Andress partage l'affiche avec Laurence Olivier dans le film Le Choc des Titans, où elle joue le rôle d'Aphrodite. Pendant le tournage, elle développe une relation avec l'acteur principal Harry Hamlin, avec lequel elle aura plus tard un enfant. En 1982, elle joue le rôle de Mabel Dodge dans le film soviétique d'aventure Les Cloches rouges de Sergueï Bondartchouk, divisé en deux parties Mexique en flammes et J'ai vu la naissance d'un monde nouveau. Inspiré des livres du journaliste communiste américain John Reed, Le Mexique insurgé et Dix jours qui ébranlèrent le monde, le film retrace d'abord la révolution mexicaine (1910-1917) et montre le caractère terrible des assauts lancés par la División del Norte (es) d'Emiliano Zapata, puis porte dans un second temps sur la révolution bolchévique d'octobre 1917. Ce film épique met en vedette, outre Ursula Andress, Franco Nero en John Reed, Sydne Rome en Louise Bryant, Jorge Luke en Emiliano Zapata et Anatoli Oustioujaninov (ru) en Lénine,,. Il a été présenté au Festival du film de Moscou, et a remporté le Globe de cristal du Festival de Karlovy Vary.
En 1985, elle renoue avec le cinéma français en incarnant Marie-Antoinette dans la dernière comédie de Jean Yanne Liberté, Égalité, Choucroute, qui constitue une parodie de la Révolution française sur fond des Mille et Une Nuits. La distribution comprend Michel Serrault en Louis XVI, Roland Giraud en Robespierre, Olivier de Kersauson en Danton, Mimi Coutelier en Charlotte Corday et Jean Poiret dans le rôle du calife Shazaman al Rachid. Selon Olivier Rajchman dans Télérama, Jean Yanne règle ses comptes avec la gauche mitterrandienne avec forces gags et anachronismes inégaux. Le film échoue avec seulement 778 787 entrées dans les salles françaises.
À la télévision, après être apparue dans Manimal et La croisière s'amuse, elle participe à la mini-série Pierre le Grand (1986), un fresque historique américaine sur le tsar russe en quatre épisodes, tourné intégralement en Union soviétique, récompensée par un Emmy. Elle rejoint la distribution du feuilleton Falcon Crest pour un arc de trois épisodes en 1988, dans le rôle d'une étrangère exotique qui aide David Selby à récupérer Dana Sparks d'un réseau de traite de Blanches. Andress a également joué dans La Diva et le Professeur (1988) de Steno avec Bud Spencer et La Revanche d'Al Capone (1989) de Michael Pressman.
Depuis le début des années 1990, ses apparitions au cinéma sont rares. Elle joue dans le film policier suisse Les souvenirs meurent deux fois (1990, titre original : Klassezämekunft), dans les deux épisodes de la série de fantasy La Caverne de la rose d'or de Lamberto Bava (La Reine des ténèbres en 1993 et L'Empereur du mal en 1994) et dans Cremaster 5 (1995), le projet vidéo d'art et d'essai de Matthew Barney. En 1995, Andress a été choisie par le magazine Empire comme l'une des « 100 vedettes les plus désirables de l'histoire du cinéma ». Son dernier rôle à ce jour est celui de la madone dans la comédie horrifique suisse à petit budget Le Sermon aux oiseaux (titre original : Die Vogelpredigt) de Clemens Klopfenstein, sorti en 2005,,.

### Vie privée

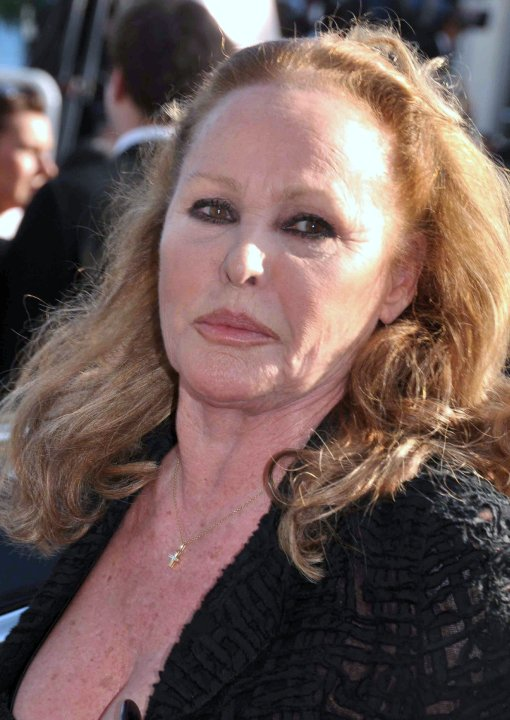
Ursula Andress en 2010.

Ursula Andress a déclaré avoir perdu sa virginité avec l'acteur Daniel Gélin en 1953, alors qu'elle avait 17 ans et lui 32. Roger Vadim et Brigitte Bardot ont rapporté qu'Andress avait fait une fugue pour aller le retrouver. Après avoir déménagé aux États-Unis en 1955, elle est sortie avec Dennis Hopper. Puis avec James Dean peu avant sa mort en 1955. Dean voulait épouser Andress, mais selon l'actrice, « il était facile de l'aimer mais pas de l'épouser ». La même année, l'actrice entame une relation avec le réalisateur John Derek. Pour elle, Derek quitte sa famille et épouse Andress en 1957, le mariage ayant lieu à Las Vegas. En 1964, ils se séparent en raison de la liaison de l'actrice avec Ron Ely, son partenaire de jeu dans Une fois avant de mourir. En 1966, leur mariage est officiellement dissous,. Pendant cette période, Andress, toujours mariée, sort publiquement avec John Richardson, son partenaire dans Her, et Marcello Mastroianni, son partenaire dans La Dixième Victime,.
De 1965 à 1972, Andress vit avec Jean-Paul Belmondo. Selon elle, il a été le grand amour de sa vie. De 1973 à 1977 (à l'exception d'une année de rupture), elle sort avec un autre collègue du film La Dernière Chance, Fabio Testi,. Elle a également fréquenté Ryan O'Neal, John DeLorean, Helmut Berger, Paolo Pazzaglia, Johnny Dorelli, Franco Nero, avec lequel elle a joué plus tard dans Les Cloches rouges, Nels Van Patten, et Ricci Martin.
Lorsque Andress se casse le bras à la fin de l'été 1978, l'histoire officielle dit qu'elle a été frappée par l'ouragan Norman (en) alors qu'elle faisait du bodysurf à Malibu, mais des rumeurs courent qu'elle a en fait subi la blessure lors d'une bagarre avec son petit ami américain Ryan O'Neal. O'Neal et Andress ont été en couple à deux reprises, d'abord de 1972 à 1973, puis de nouveau de 1977 à 1978.
Sur le tournage du Choc des Titans, Andress rencontre l'acteur Harry Hamlin et ils entament une relation. Hamlin avait 15 ans de moins qu'Ursula. À l'âge de 44 ans, elle donne naissance à un fils avec lui, Demetrius Alexander Hamlin, le 19 mai 1980. Le soir de la naissance, Linda Evans conduit Andress à l'hôpital alors que Bunky Young, l'assistant d'Evans, vient chercher Hamlin sur le tournage du film Le Roi de la montagne,. Bien qu'elle ait été fiancée à Hamlin, le couple ne s'est jamais marié. En 1983, Hamlin la quitte.
Au milieu des années 1980, Andress a eu des relations amoureuses avec le footballeur brésilien Paulo Roberto Falcão, l'acteur Gerardo Amato (it), le chanteur Julio Iglesias, le promoteur immobilier Stan Herman et le culturiste grec Mario Natokis. En 1986, elle a commencé à fréquenter Fausto Fagone, futur membre de l'assemblée régionale sicilienne, alors étudiant en économie à l'université ; il avait 20 ans et elle 50. Leur relation a exaspéré les parents de Fagone et s'est poursuivie jusqu'en 1991. La même année, Andress sort brièvement avec Jeff Speakman, un expert en arts martiaux ; elle n'a plus fréquenté personne en public depuis lors.
En 2000, on a diagnostiqué une ostéoporose chez Andress. Un examen a montré que les os de ses cuisses présentaient les premiers signes d'affaiblissement, mais elle a ignoré le diagnostic. Andress a « bêtement » pensé que cette maladie n'était pas grave et a déclaré : J'ai toujours été sportive et j'ai fait beaucoup d'exercice physique. Je n'ai jamais fumé, j'ai toujours bien mangé, y compris des produits laitiers, et je ne buvais du vin qu'aux repas ». En 2008, Andress a subi un examen médical complet pour la première fois depuis son diagnostic. Les médecins ont indiqué que les scanners montraient que la santé de ses os s'était considérablement détériorée. Elle a convenu avec son médecin de suivre un traitement une fois par an. L'acide zolédronique, une forme de bisphosphonate, est administré sous forme de perfusion annuelle de 15 minutes. Andress a été tellement alarmée par les dangers qu'elle a parlé de son état dans le cadre de la campagne Timeless Women. Cette campagne vise à réfuter l'idée que l'ostéoporose est une maladie dont souffrent les vieilles dames et à encourager les femmes de tous âges à faire attention à leur santé osseuse avant qu'il ne soit trop tard.
En 2017, Andress a vendu sa maison de Beverly Hills en réalisant un bénéfice important. Depuis 2020, Andress vit entre son appartement à Rome et sa maison en Suisse, près de ses frères et sœurs. « J'ai eu une vie très fabuleuse, et si je devais partir demain, cela ne me dérangerait pas », a déclaré Andress lors d'une interview en 2018.

## Style et influence

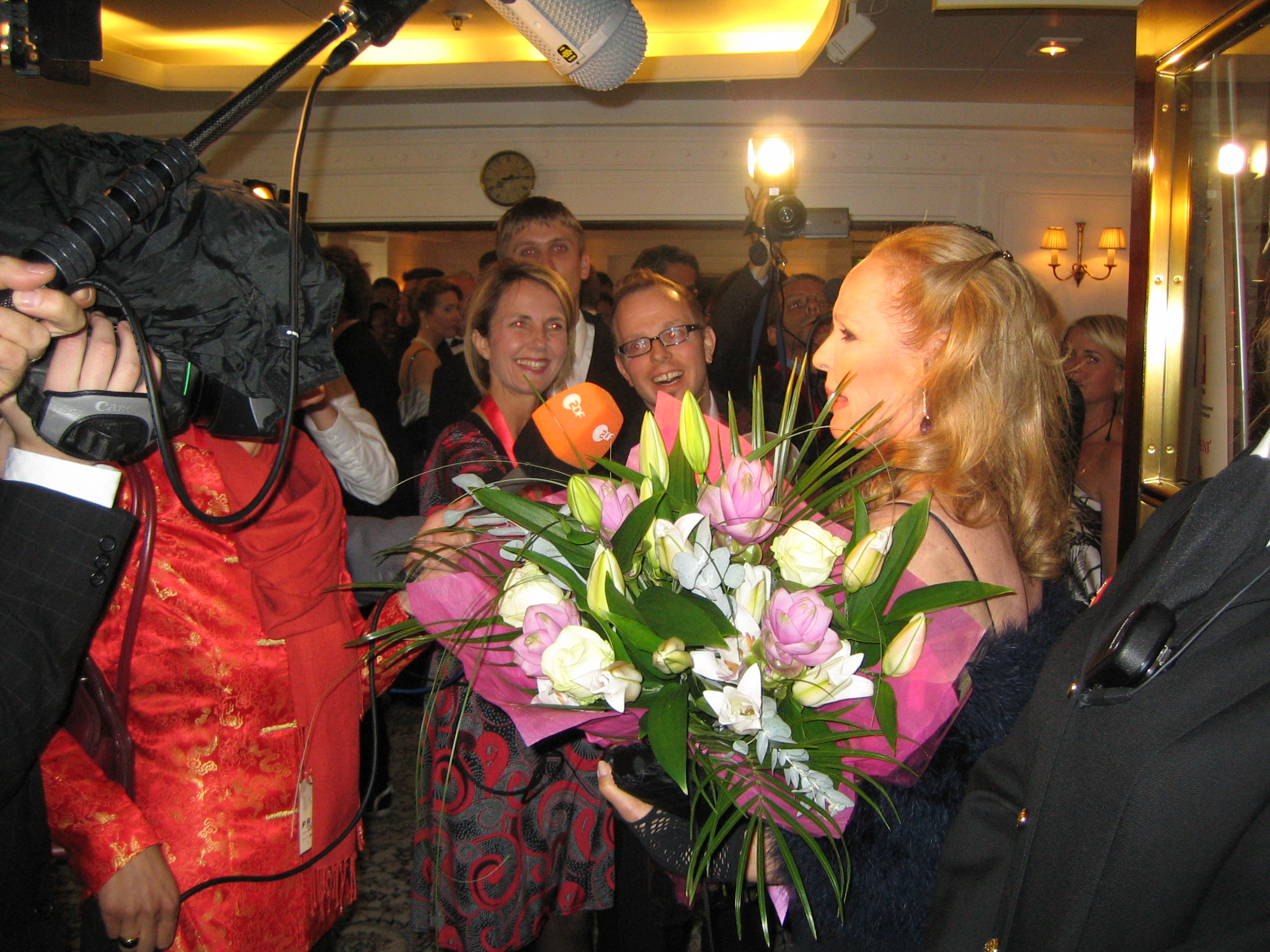
Ursula Andress en 2006 à bord du yacht royal « Britannia » à Édimbourg à l'occasion de son 70e anniversaire.

Le critique Charlie Largent estime que les années 1960 ont représenté un âge d'or pour Andress, elle « pouvait dominer un film rien qu'en se montrant et en se déshabillant ». Dans La Dixième Victime (1965), elle parodie parfaitement sa propre image de femme fatale de Dr No, et dans L'Arnaqueuse, Andress montre son « talent comique ». Le talent de l'actrice dans les films comiques a également été remarqué par le critique de cinéma Mark Deming.
Le président du studio Hammer, James Carreras, a déclaré que lorsqu'il cherchait une actrice pour le studio, il faisait attention à ce qu'elle ait « un beau visage et une belle silhouette, bien sûr. Mais ce n'est pas tout, elle doit avoir un magnétisme particulier ». Selon le journaliste du site Cinebeats, les femmes du studio avaient souvent une apparence originale, une sincérité, un charme ou des talents d'actrice qui les faisaient sortir du lot, Ursula Andress notamment « avait de la force et de l'énergie ». Il écrit également qu'elle « était d'une beauté stupéfiante, mais aussi sans peur, indépendante, confiante et un peu dangereuse, ce qui peut être à la fois effrayant et incroyablement séduisant ». Ces qualités ont rendu l'actrice idoine pour le rôle principal de la reine dans le film La Déesse de feu des studios Hammer. Elle incarne subtilement le personnage d'Ayesha à l'écran d'une manière qu'« une actrice moins douée n'aurait jamais pu restituer ».
Le critique Paul Gaita dans sa critique de La Montagne du dieu cannibale, note qu'Ursula Andress contribue à ajouter la touche de classe et de brio dont le film a besoin.
Andress a été influente à l'époque précédant la révolution sexuelle, lorsque les femmes célèbres étaient généralement considérées comme douces et soumises. Elle a contribué à accélérer le changement d'attitude en présentant l'image d'une femme « aussi farouchement indépendante qu'elle était désirable ». Lors d'événements mondains, Andress apparaissait toujours avec une coiffure bouffante, aimait porter des robes à grand décolleté et des « draperies rappelant les robes des déesses grecques ». Dans la vie de tous les jours, l'actrice préfère les chandails confortables, les pantacourts, les vestes en cuir, et rassemble ses cheveux en une queue de cheval serrée,. Le bikini blanc porté par Ursula Andress dans le rôle de Honey Ryder en 1962 est considéré comme l'un des bikinis les plus célèbres de tous les temps et comme un moment marquant du cinéma et de la mode. C'est l'un des moments les plus importants de l'histoire du bikini, et la scène elle-même a été comparée à plusieurs reprises au chef-d'œuvre de Botticelli, La Naissance de Vénus,. Les ventes de bikinis deux pièces, un haut et un bas, sont montées en flèche après le rôle d'Andress. Le bikini d'Andress est devenu un événement important dans l'histoire des femmes, apparaissant au moment de la naissance de la révolution sexuelle. Le moment où Andress émerge de la mer dans ce bikini est cité comme l'un des moments les plus célèbres du cinéma, tout en étant le plus érotique. La scène a été parodiée et copiée à de nombreuses reprises.

## Filmographie

### Actrice de cinéma
- 1954 : Un Américain à Rome (Un americano a Roma) de Steno : Astrid Sjöström
- 1955 : Les Aventures et les Amours de Casanova (Le avventure di Giacomo Casanova) de Steno : la passagère du carrosse
- 1955 : Plus près du ciel (La catena dell'odio) de Mario Costa
- 1962 : James Bond 007 contre Dr No (Dr. No) de Terence Young : Honey Ryder
- 1963 : L'Idole d'Acapulco (Fun in Acapulco) de Richard Thorpe : Marguerita Dauphin
- 1963 : Quatre du Texas (4 for Texas) de Robert Aldrich : Maxine Richter
- 1965 : Tendre Garce (Nightmare in the Sun) de Marc Lawrence : Marsha Wilson
- 1965 : La Déesse de feu (She) de Robert Day : Ayesha
- 1965 : Quoi de neuf, Pussycat ? (What's New Pussycat) de Clive Donner : Rita
- 1965 : Les Tribulations d'un Chinois en Chine de Philippe de Broca : Alexandrine Pinardel
- 1965 : La Dixième Victime (La decima vittima) d'Elio Petri : Caroline Meredith
- 1966 : Le Crépuscule des aigles (The Blue Max) de John Guillermin : Comtesse Kaeti von Kulgermann
- 1966 : Une fois avant de mourir (Once Before I Die) de et avec John Derek : Alex
- 1967 : Casino Royale de John Huston, Ken Hughes, Robert Parrish, Joe McGrath, Val Guest : Vesper Lynd
- 1968 : Pas folles, les mignonnes (Le dolci signore) de Luigi Zampa : Norma
- 1969 : L'Étoile du sud (The Southern Star) de Sidney Hayers : Erica Kramer
- 1970 : L'Arnaqueuse (Perfect Friday) de Peter Hall : Lady Britt Dorset
- 1971 : Soleil rouge (Sole rosso) de Terence Young : Cristina
- 1973 : La Dernière Chance (L'ultima chance) de Maurizio Lucidi : Michelle Nolton
- 1975 : Ursula l'anti-gang (Colpo in canna) de Fernando Di Leo : Nora Green
- 1975 : Deux Cœurs et une chapelle (Due cuori, una cappella) de Maurizio Lucidi : elle-même (non créditée)
- 1975 : Défense de toucher (L'infermiera) de Nello Rossati : Anna
- 1976 : Les Sorciers de l'île aux singes (Safari Express) de Duccio Tessari : Miriam
- 1976 : Spogliamoci così, senza pudor... de Sergio Martino, segment La visita : Marina
- 1976 : Africa Express de Michele Lupo : Madeleine Cooper
- 1976 : La Grande Débandade (Le avventure e gli amori di Scaramouche) d'Enzo G. Castellari : Joséphine de Beauharnais
- 1977 : Enquête à l'italienne (Doppio delitto) de Steno : Princesse Dell'Orso
- 1977 : La Montagne du dieu cannibale (La montagna del dio cannibale) de Sergio Martino : Susanne Stevenson
- 1979 : Les Monstresses (Letti selvaggi) de Luigi Zampa : La poussette / la veuve
- 1979 : Le Cinquième Mousquetaire (The Fifth Musketeer) de Ken Annakin : Louise de la Vallière
- 1981 : Reporters de Raymond Depardon (documentaire) : elle-même
- 1981 : Le Choc des Titans (Clash of the Titans) de Desmond Davis : Aphrodite
- 1982 : Les Cloches rouges, 1re partie : le Mexique en flammes (Красные колокола. Фильм 1. Мексика в огне) de Sergueï Bondartchouk : Mabel Dodge
- 1982 : Les Cloches rouges, 2e partie : J'ai vu naître un nouveau monde (Красные колокола. Фильм 2. Я видел рождение нового мира) de Sergueï Bondartchouk : Mabel Dodge
- 1984 : Liberté, Égalité, Choucroute de Jean Yanne : Marie-Antoinette
- 1988 : Les souvenirs meurent deux fois (Klassezämekunft) de Walter Deuber et Peter Stierlin : Agnes
- 1997 : Cremaster 5 de Matthew Barney : La reine des chaînes
- 2005 : Le Sermon aux oiseaux (Die Vogelpredigt) de Clemens Klopfenstein : la Madone

### Actrice de télévision
- 1962 : Thriller, saison 2, épisode 17 La Sorcière (La Strega) d'Ida Lupino : Luana
- 1983 : Manimal (série télévisée), épisode 1 Manimal : Karen Jade
- 1983 : La croisière s'amuse (série télévisée), saison 7, épisodes 1 et 2 : Caroline Stanton
- 1986 : Pierre le Grand (Peter the Great) (mini-série télévisée) de Marvin J. Chomsky et Lawrence Schiller : Athalie
- 1988 : Falcon Crest (série télévisée), saison 7, 3 épisodes : Madame Malec
- 1988 : Le Professeur (Big Man) (série télévisée), épisode La Diva et le professeur (Diva) de Steno : Susy Kaminsky
- 1989 : La Revanche d'Al Capone (Man Against the Mob: The Chinatown Murders) (téléfilm) de Michael Pressman : Betty Starr
- 1993/1994 : La Caverne de la Rose d'Or (Fantaghirò) de Lamberto Bava (mini-série télévisée), épisodes 3 et 4 : Xellesia

## Voix françaises
- Perrette Pradier (1938-2013) dans :
  - Soleil rouge
  - Africa Express
  - Falcon Crest (série télévisée)

Mais aussi :
- Sophie Leclair dans James Bond 007 contre Dr No
- Martine Sarcey (1928-2010) dans L'idole d'Acapulco
- Michèle Montel dans Quatre du Texas
- Anne Carrère (1927-2022) dans Quoi de neuf, Pussycat ?
- Évelyn Séléna dans Les Monstresses
- Jocelyne Darche dans Le cinquième mousquetaire
- Béatrice Delfe dans Manimal (Épisode 1, Manimal)
- Michèle Bardollet dans La caverne de la rose d'or